# 高麗東瀛鯉
高麗東瀛鯉（学名：Nipponocypris koreanus），為輻鰭魚綱鯉形目鲴科東瀛鯉属的其中一種。分布於亞洲韓國淡水流域，本魚身體細長，通常呈灰褐色，腹部為白色，背棘3枚、8-10根背鰭軟條，體長可達22.1公分，體重可達51.2公克，棲息在溪流、湖泊底中層水域，成群活動，屬雜食性，以昆蟲、甲殼類和藻類為食，繁殖期通常發生在春季和夏季，雌性在水下植被中產卵。

## 扩展阅读
維基物種上的相關：高麗東瀛鯉